# Grup acetoxi

Estructura del grup acetoxi (blue).

El grup acetoxi, o acetiloxi abreujat com AcO o OAc, és un grup funcional en la química amb l'estructura CH₃-C(=O)-O-. Difereix del grup acetil CH₃-C(=O)- per la presència d’un àtom d'oxigen addicional. El nom acetoxi is és la forma curta d’acetil-oxi.

## Funcionalitat
Es pot usar un grup acetoxi com a protecció de la funcionalitat d’un alacohol en la ruta sintàtica encara que el grup protector en ell mateix s'anomena un grup acetil.

### Protecció de l’alcohol
Hi ha diverses funcions per introduir una funcionaliat acetoxi en una molècula des d’un alcohol (en l'efecte que protegeix l’alcohol per acetilació):
- Els halurs acetils, com el clorur d'acetil en la presència d’una base com la trietilamina
- Anhídrid acètic en presència d’una base amb un catalitzador com la piridina afegint un poc de DMAP.

### Desprotecció de l’alcohol
Per la desprotecció (regeneració de l’alcohol)
- Base aquosa (pH >9)
- Àcid aquòs (pH <2), pot haver de ser escalfat
- Base anhidra com el metòxid de sodi en metanol